# Panzergruppe 4
Le Panzergruppe 4 est une unité de la taille d'une armée allemande qui a servi dans la Wehrmacht pendant la Seconde Guerre mondiale.
Le Panzergruppe 4 est formé le 17 février 1941 à partir du XVI. Armeekorps (mot).

Il est renommé 4. Panzerarmee le 1er janvier 1942.

## Organisation

### Commandant
| Début           | fin              | Grade         | Commandant    |
| --------------- | ---------------- | ------------- | ------------- |
| 15 février 1941 | 31 décembre 1941 | Generaloberst | Erich Hoepner |

### Chef d'état-major
| Début           | fin              | Grade  | Commandant                |
| --------------- | ---------------- | ------ | ------------------------- |
| 17 février 1941 | 1er janvier 1942 | Oberst | Walter Chales de Beaulieu |

## Zones d'opérations
- France : Février 1940 - juin 1941
- Front de l'Est (secteur nord) : juin 1941 - septembre 1941
- Front de l'Est (secteur centre) : septembre 1941 - décembre 1941

## Ordres de bataille
27 juin 1941
- LVI. Armeekorps (mot)
  - 8. Panzer-Division
  - SS-Totenkopf-Division
  - 290. Infanterie-Division
  - 3. Infanterie-Division (mot)
- XXXXI. Armeekorps (mot)
  - 6. Panzer-Division
  - 1. Panzer-Division
  - 36. Infanterie-Division (mot)
  - 269. Infanterie-Division

3 septembre 1941
- L. Armeekorps
  - Polizei-Division
  - 269. Infanterie-Division
- XXXXI. Armeekorps (mot)
  - 8. Panzer-Division
  - 1. Panzer-Division
  - 6. Panzer-Division
  - 36. Infanterie-Division (mot)